# عبد الله الطفيل
عبد الله الطفيل؛ (مواليد 23 فبراير 1993) هو لاعب كرة قدم سعودي.

## مسيرة اللاعب
لعب سابقاً في نادي الشعلة ونادي الفيحاء.

## وصلات خارجية
- عبد الله الطفيل